# Poranopsis paniculata
Espèce
Poranopsis paniculata est une espèce de plantes de la famille des Convolvulacées.